# 海遊館

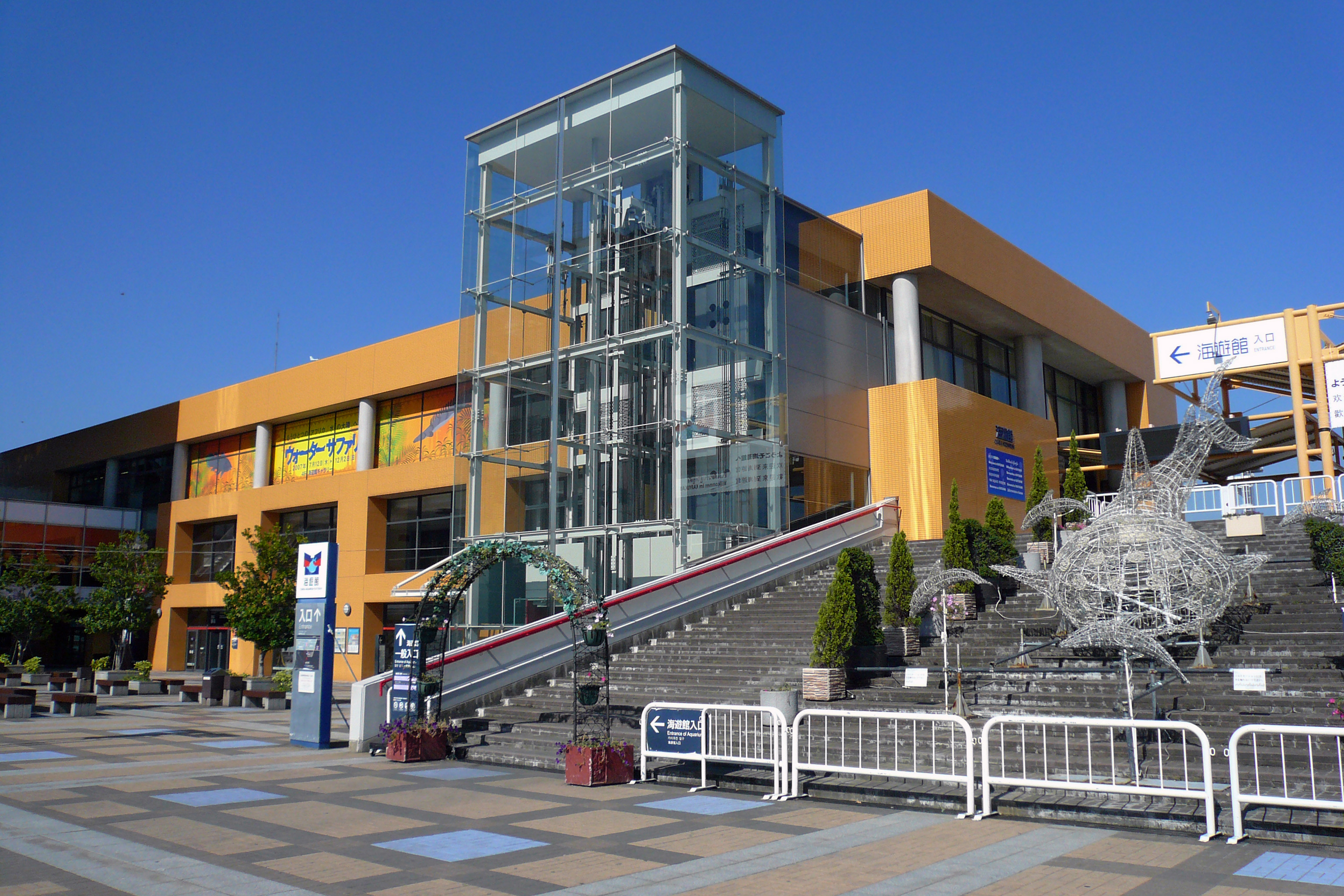
エントランス棟

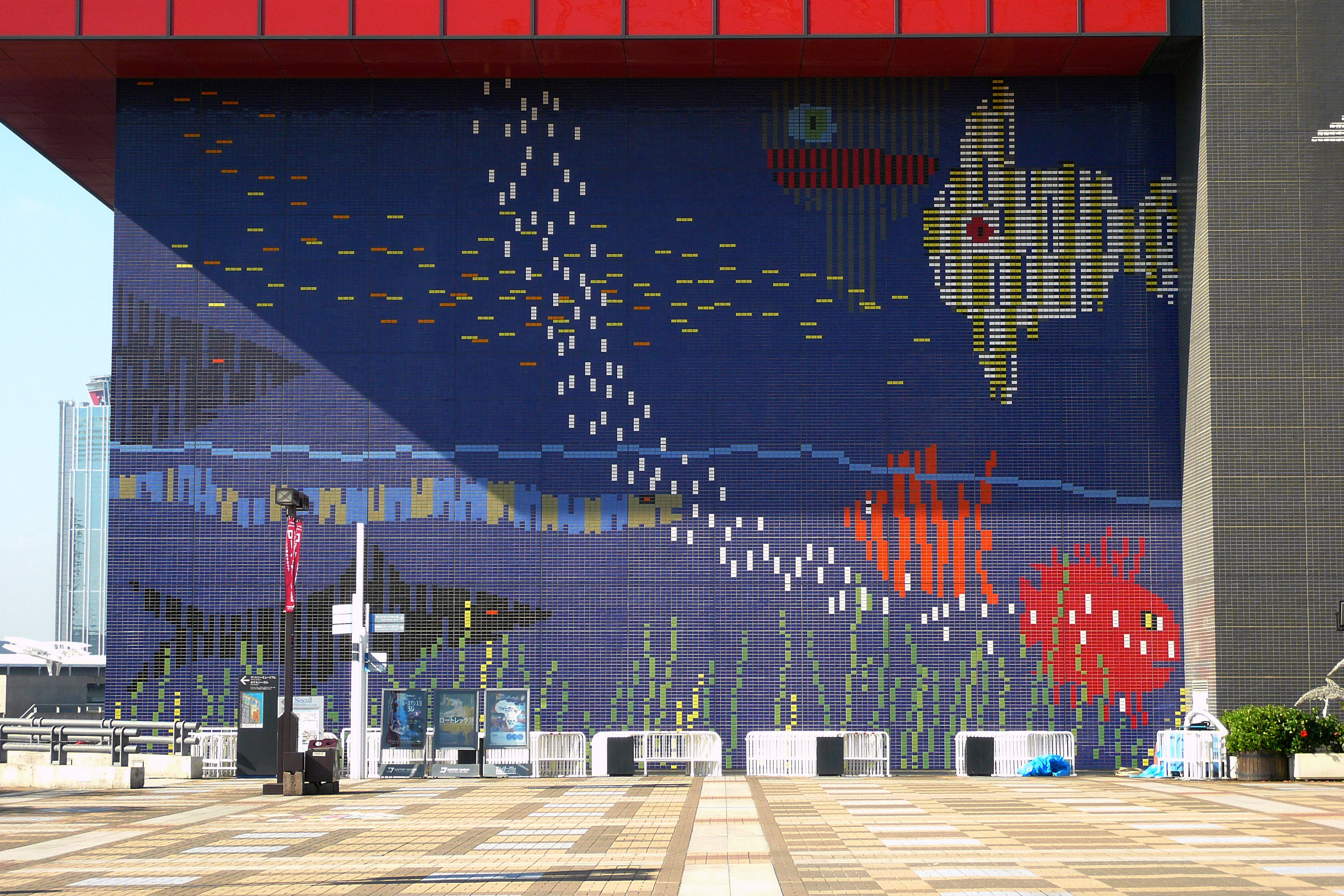
壁画

海遊館（かいゆうかん、Osaka Aquarium KAIYUKAN）は、大阪府大阪市港区海岸通1丁目にある水族館。

## 概要
大阪港のウォーターフロント再開発プロジェクト「天保山ハーバービレッジ」の中心的施設として1990年7月20日に開館した。
「リング・オブ・ファイア（環太平洋火山帯）」と「リング・オブ・ライフ（環太平洋生命帯）」をコンセプトにしている。巨大水槽で環太平洋の海を再現し、従来の水族館の印象を劇的に変えた施設である。
施設の保有・運営は「株式会社 海遊館」が、隣接する商業施設「天保山マーケットプレース」や「天保山大観覧車」とともに行っている。
2013年現在、年間来場者数、延床面積、屋内水槽の規模が日本で3位以内に入る（日本の水族館#規模を参照）とともに、屋内水槽の規模に関しては世界でも上位五指に入るほどの世界最大級の水族館である。
水生生物以外の飼育・栽培にも力を入れており、1993年には日本で初めてツメバゲリの繁殖に成功した実績が認められ日本動物園水族館協会「繁殖賞」を受賞した。また、館内日本の森水槽には約200種類の植物が展示されている。
大型のアクリルガラスを使用することで、それまでにない巨大水槽を実現した。ジンベエザメが遊泳する「太平洋水槽」を含む14の大水槽を造るため、年間世界生産量の1.5倍（当時）にあたるアクリルガラスが使用された。海遊館以降に造られた水族館の大型水槽はほぼ全てがアクリルガラス製になっている。
建物外観の特徴になっている三色の色分けは、地と水と火を表したもの。外壁に描かれた魚の壁画はアメリカ在住イギリス人デザイナーのアイヴァン・チャマイエフの手によるもので、彼の弟のピーター・チャマイエフが建物の設計を担当した。
2008年2月26日に、開業以来の入館者数が5000万人に達した。6317日（約18年）での達成は国内の水族館では最速。カップルや家族連れも多く、入館者の約6割がリピーターである。
2020年、開業30周年にあわせてエントランスビルの2階トイレやミュージアムショップやその周辺ゾーンのリニューアル工事を行い、ミュージアムショップは2月22日に再オープンした。水上散歩をしているような感覚で買い物を楽しんでもらうことをねらったミュージアムショップでは、海外で活躍するグラフィック・デザイナーの野津萌や、COCHAEのデザインによるオリジナルグッズが多数起用された。

## 主な施設

### 水槽

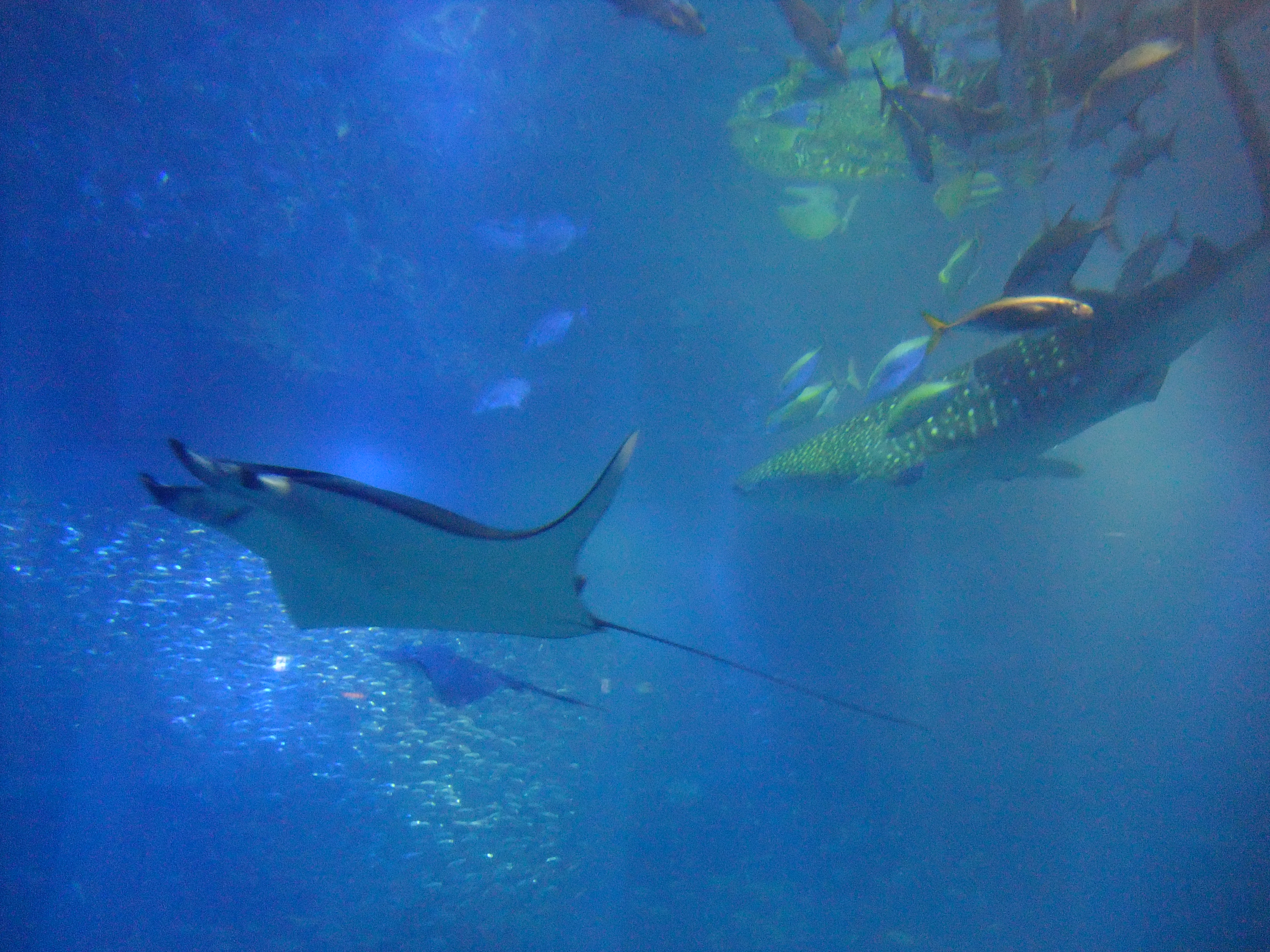
海遊館のメインスター ジンベエザメとイトマキエイ

入館者はまず8階までエスカレーターで上がり、回廊型の通路を4階まで下りながら、以下のような順序で鑑賞することになる。そのため、水上と水中など、複数回鑑賞することができる水槽もある。
水槽への水の出し入れは、一般的な方法（水面から入れ、底から出す）とは異なり、水槽下部から入れ上部から出す方法を採っている。これは下から上への水流を作ることで水槽内に浮遊した餌の食べ残しや糞を回収しやすくし、水の透明度を増すためである。酸素供給は、人工の滝を作ることで行っている。滝の多くは水槽の裏にあるが、一部は来場者に見える形で設置されている（日本の森水槽など）。
飼育されている目玉動物の一つはジンベエザメである。開館した1990年当時、ジンベエザメを飼育する水族館は世界中で海遊館しかなかった。また同館では2008年にイトマキエイの世界初となる飼育、展示に成功した。国内でイトマキエイを保有している水族館は海遊館と沖縄美ら海水族館のみで、複数生体展示しているのは海遊館のみである。
ジンベエザメとイトマキエイを観ることができる「太平洋」水槽は、最大長34m、深さ9m、水量5,400m³。水槽の製作にはおよそ100枚のアクリルパネルが使われ、アクリルパネルは三菱レイヨン、日プラ、住友化学工業、アメリカのレイノルズの4社によって生産された。
魚のとおりぬけ・アクアゲート（トンネル型水槽）
クロガネウシバナトビエイ、ポートジャクソンネコザメ、ヒフキアイゴ、スズメダイ類など
日本の森
コツメカワウソ、アマゴ、オオサンショウウオ、サワガニ、ゴイサギ、オシドリ、ミコアイサなど
アリューシャン列島
エトピリカ、サクラマス
モンタレー湾
ゴマフアザラシ、カリフォルニアアシカ
パナマ湾
ハリセンボン、ヨスジフエダイ、アカハナグマなど
エクアドル熱帯雨林
カピバラ、ピラルクー、レッドテールキャットフィッシュ、ポルカドット・スティングレイ、タイガーショベルノーズキャットフィッシュ、レッドコロソマ、ピラニアなど
南極大陸
オウサマペンギン、ジェンツーペンギン、アデリーペンギン
タスマン海
カマイルカ
グレート・バリアリーフ
チョウチョウウオの仲間、スズメダイの仲間、ナンヨウハギなど
太平洋（最大長34m、深さ9m、水量5,400m³）
ジンベエザメ、イトマキエイ、ナンヨウマンタ、マダラトビエイ、アカシュモクザメ、シノノメサカタザメ、グルクマ、ネムリブカ、マサバ、ギンガメアジ、フエダイ、タマカイ、クエなど
瀬戸内海
イシダイ、マダコ、マダイ、タカノハダイ、イセエビ、ゴンズイ、ウツボなど
特設水槽
マンボウ、アオリイカなど
チリの岩礁地帯
マイワシ、カタクチイワシなど
クック海峡
アカウミガメ、ピンクマオマオ、ブルーマオマオなど
日本海溝
タカアシガニ、ミズダコ、イズカサゴ、ゾウギンザメ、イガグリガニなど
深海ゾーン
オオグソクムシ、アカザエビ、オニカナガシラ、サギフエなど
海月銀河
ミズクラゲ、アカクラゲ、サカサクラゲ、ハナガサクラゲ、ギヤマンクラゲなど
北極圏
ワモンアザラシ、クリオネなど
フォークランド諸島
イワトビペンギン
モルディブ諸島
トラフザメ、イヌザメ、マダラエイなど
過去にはラッコ、クロマグロ、イタチザメ、エビスザメ、スナメリ、ノコギリエイ、ウチワシュモクザメ、ヒマンチュラ・チャオプラヤ、チュウゴクオオサンショウウオ、メガネカイマン、サンショクキムネオオハシ、リスザル、ホフマンナマケモノなどを飼育していたことがある。

### その他
- 企画展示室
- 海遊館ホール - 定員320名（固定席268席）、面積346.36m2
- VIPルーム
- 喫茶マーメイド
- オフィシャルショップ
- ミュージアムショップ
- ボトルシップミュージアム
- レストランハーバービュー
- ジュースバー

## エピソード

### ネーミングにまつわるもの
タレントの上沼恵美子は、「海遊館」という名称に決定したのは、自身の役割が大きいと述べている。海遊館の開業前に名称を一般募集したが、そのほとんどが全国の水族館でありきたりな「マリン〜」のような類であった。票の多い「マリン〜」に決まりかけた時、名称選定委員会の一員であった上沼が「海遊館」という案があるのに気付き、直感で「これや」と思って「海遊館にしませんか」と述べると、同じく委員であった小松左京が賛成し、最終的に「海遊館」に決定したという。

### その他
- 俳優のエドワード・ノートンの祖父はマーケットプレイス開発やコミュニティ都市の創出を得意とした都市計画家のジェームズ・ラウスで、海遊館の企画に関わり、巨大水槽の設置のために大阪に滞在していた。エドワード・ノートン本人も仕事を手伝うために大阪に約4ヶ月滞在していた。近年でも映画のキャンペーンで来日した際に関西弁交じりの日本語を披露するが、当時よりは日本語を話せなくなったという。
- 2005年2月から節分の時期には、スタッフがオニの衣装を身に着けた「オニさんダイバー」として清掃活動を行い、写真撮影などのサービスにも対応する。
- 自動車玩具のトミカでは海遊館のロゴを入れた「水族館トラック」という製品を発売しており、荷台には代表的飼育動物であるジンベエザメが搭載されている。製品は一般発売されているほか、海遊館のお土産ショップでも取り扱っている。
- 海遊館で使用されている音楽は時間帯によって変わるが、これらはすべて「アコースティックカフェ水中散歩」というアルバムから使われている。
- ゲーム Cities:Skylines において、海遊館と思われる建物が水族館として登場する。

## 建築要目
- 竣工 - 1990年
- 設計 - ピーター・チャマイエフ（英語版）
- 規模 - 地上8階（本館）、地上4階（エントランスビル）
- 構造 - S造、RC造
- 延床面積 - 2万7200平方メートル
- 展示水量 - 1万1000トン（屋内水槽のみ）
- 所在地 - 〒552-0022 大阪府大阪市港区海岸通1丁目1番10号
- 受賞 - 公共建築賞